# Timothy D. Haugh

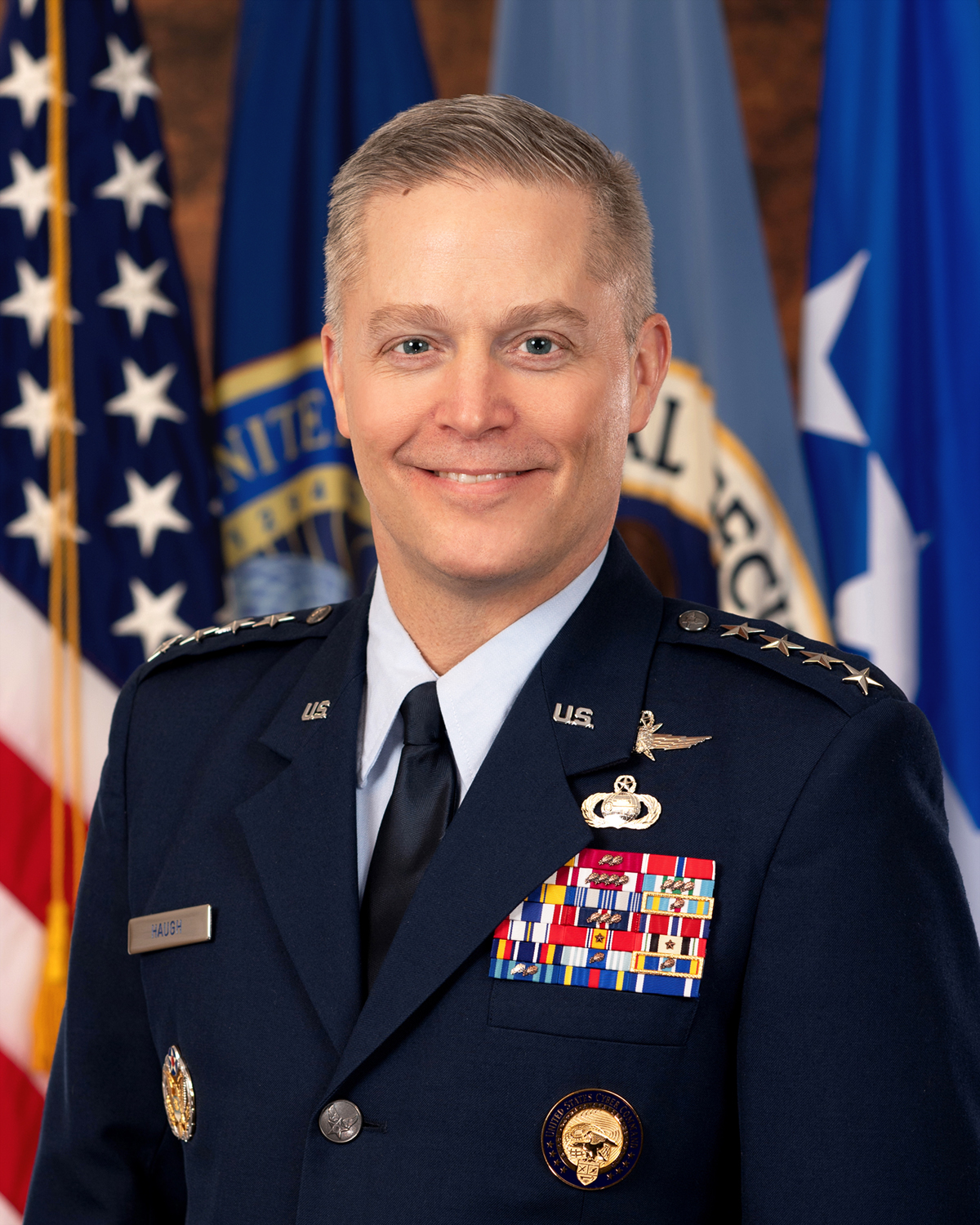
Timothy D. Haugh (2024)

Timothy D. Haugh (* 11. Januar 1969 in Hughesville, Pennsylvania) ist ein US-amerikanischer General der United States Air Force, amtierender Kommandeur des United States Cyber Command und war von Februar 2024 bis April 2025 Direktor der National Security Agency (NSA).

## Lebensweg
Timothy Haugh trat über das Reserveoffizierprogramm 1991 nach seinem Bachelor of Arts an der Lehigh University in die United States Air Force ein. Von Juni bis Dezember 1992 nahm er am Offizierlehrgang für Signals Intelligence Officer in Texas teil und wurde Anfang 1993 auf der Misawa Air Base in Japan als Flight Commander in der 301st Intelligence Squadron eingesetzt. Von Oktober 1995 bis Juli 1998 kommandierte er das Detachment 2 der 544th Intelligence Group in Toa Baja, Puerto Rico. 1999 erwarb Haugh einen Master of Science an der Southern Methodist University in Dallas und war bis Juni 2001 auf der Kelly Air Force Base in der Air Intelligence Agency (heute: Air Force Intelligence, Surveillance, and Reconnaissance Agency) eingesetzt.
Haugh war von Juli 2004 bis September 2005 Lehrgangsteilnehmer bei der United States Navy an der Naval Postgraduate School in Monterey im Bundesstaat Kalifornien. Nach zwei Jahren in Hurlburt Field beim Air Force Special Operations Command übernahm er mit der 315th Network Warfare Squadron in Fort George G. Meade in Maryland absolvierte er 2009 und 2010 einen Lehrgang am Industrial College of the Armed Forces in Fort Lesley J. McNair. Von 2010 bis 2011 war Haugh wieder im Ausland eingesetzt, als Chef der Abteilung für Nachrichtengewinnung, Überwachung und Aufklärung im 609th Air Operations Center auf der Al Udeid Air Base in Katar. Weitere Verwendungen führten ihn als Commander, 318th Information Operations Group und Assistant Vice Commander, Air Force Intelligence, Surveillance, and Reconnaissance Agency auf die Joint Base San Antonio und von Juni 2014 bis Mai 2016, als Kommandeur des 480th ISR-Geschwaders nach Langley in Virginia.
Haugh wurde im Juni 2016 stellvertretender Kommandeur der Joint Task Force Ares im United States Cyber Command und im November 2016 zum Brigadier General. ernannt. Am gleichen Standort war er von Juni 2017 bis Juni 2018 Director of Intelligence; 2018 wurde er Kommandeur der Cyber National Mission Force, ebenfalls in Fort George G. Mead. Ende August war Haugh als Kommandeur der 25th Air Force zum Major General befördert worden, übergab dieses Kommando jedoch bereits im Oktober wieder und übernahm stattdessen die 16th Air Force als Kommandeur und in Personalunion die Verwendungen als Commander, Air Forces Cyber und Commander, Joint Force Headquarters-Cyber in San Antonio. Diese Ämter bekleidete er bis zum 21. Juli 2022, als Kevin B. Kennedy seine Nachfolge antrat. Weniger als zwei Monate nach seiner letzten Beförderung wurde Haugh am 11. Oktober 2019 zum Lieutenant General ernannt. Im August 2022 wurde Haugh als stellvertretender Kommandeur des United States Cyber Command wieder nach Fort George G. Mead versetzt und übernahm im Februar 2024 selbst das Kommando über das Cyber Command als Nachfolger von Paul Nakasone. Er wurde am 2. Februar 2024 zum Vier-Sterne-General befördert. Seine für die Beförderung notwendige Anhörung im United States Senate Committee on Armed Services des Senats der Vereinigten Staaten fand im Dezember 2023 statt.
Am 3. April 2025 wurde er von seinem Posten als Direktor der National Security Agency (NSA) abberufen. Nach Angaben der New York Times traf Präsident Donald Trump am Vortag Laura Loomer, eine ultrarechte politische Aktivistin, die dabei die Entlassung von Haugh gefordert haben soll. Trump wies Verteidigungsminister Pete Hegseth an, Haugh zu entlassen.